# BUS GAMER
『BUS GAMER』（ビズゲーマー）は、峰倉かずやによる日本の漫画作品。

## あらすじ
ビズゲームに参加する3人の若者。彼らは各々の理由で金が必要だった。それに、ただの遊びだと思っていた。金のため、それだけの理由で参加したゲームだったが、ゲームの実情を知り始め、命を惜しいと思うようになった。

## 登場人物

### チームAAA
3人とも元々面識はなく、「御堂生命」の会長にビズゲームへの参加をスカウトされ、チームを組んだ。チーム名のAAAは「ノーネーム」と読む。
美柴 鴇（みしば とき）
声 - 鈴村健一
19歳。デザイン系の専門学校に通う。数年前、道場を営む両親と双子の弟・鴫（しぎ）が突如行方不明となり、現在は都内のマンションで一人暮らし。恋人はいない。両親の仕事柄、剣道初段、空手2段、合気道4段、その他諸々において有段者である。群れることや人と馴れ合うことが苦手。家族は行方不明ということになっているが、鴫との回想シーンでは両親と思われる男女の首吊り遺体を前にしている。
1979年（昭和54年）2月14日生まれ、A型、静岡県出身。身長168cm、体重54kg。
新版では、新宿2丁目のゲイバーでアルバイトをしている。明朗快活だった双子の弟・鴫とは違い、根暗な性格で人付き合いも苦手だったが、鴫の失踪後は、周囲が鴫かと見間違えるほどに容姿を鴫そっくりに変えた。
中条 伸人（なかじょう のぶと）
声 - 諏訪部順一
22歳。都内の古びたアパートに一人暮らし。現役の青山大生。チームでは参謀。特定の恋人はいないが、何人もの女性と関係を持つ。将棋の有段者で、休日には都内の将棋教室で講師を務めるほどの腕の持ち主。大金を求める理由には「千夏」という女性が関わっている模様。高校在学中、暴力団と付き合いがあることがバレ、退学処分となる。暴力団仕込みのため、喧嘩は非常に強い。客観性に優れているが、悪く言えば薄情。
1977年（昭和52年）3月23日生まれ、B型、千葉県出身。身長183cm、体重72kg。
新版では、医者の一家の生まれで、エスカレーター式の小学校に通っていたお坊ちゃん。暴力的な性格を疎んだ父親に、病院を継ぐ資格がないと言われる。
斉藤 一雄（さいとう かずお）
声 - 高橋広樹
チームの最年少。工業高校3年生。1歳の時、事故で家族を失い、6歳まで児童養護施設で育つ。6歳の頃、電気屋を営む斉藤家に引き取られ、養子となる。家が電気屋なため、機械関係に詳しい。無邪気で、感情の起伏が激しい。「先生」と呼ぶ人物と手紙のやり取りをしている。
1981年（昭和56年）7月18日生まれ、O型。身長181cm、体重72kg。
新版では17歳、高校2年生。企業側がスカウトのDMを送ったのは「18歳から30歳の青年」と明記されているため、矛盾している。一瞬しか見ていなかった見取り図を把握しているなど、記憶力がよいが、バカっぽさに磨きがかかっている。

### チームBUG
行政機関に雇われているチーム。
純也（じゅんや） ※ 旧版では「準一」（じゅんいち）
警視庁局長の息子。見た目は小中学生ほど。新版では名前が「純也」になっている。
銀（ぎん）
凶悪殺人犯。
ドレッドヘアの男
凶悪殺人犯。

### その他
一ノ宮 恵子（いちのみや けいこ）
声 - 根谷美智子
旧版で登場。所轄の少年課に務める警察官。相次ぐ少年（ゲームの敗者ら）の不審死に疑問を抱いているが、上司には相手にされず、資料課へ左遷される。
柳田（やなぎだ）
声 - 麦人
新ルール適用後のゲーム終了後に現れたジャッジ。壮年の男性。アニメでは、一ノ宮の上司である少年課の課長と同一人物であることが明らかにされている。
前園（まえぞの） / 吉田（よしだ）
声 - 一条和矢 / 飯田利信
資料課に配属されている（アニメ）。
桐生（きりゅう）
声 - 宮林康
新版より登場。「AAA」を雇う企業におけるビズゲームの責任者。3人の監督役を務める。
美柴 鴫（みしば しぎ） ※ 旧版では「鷸」
鴇の双子の弟。鴇と違い、明朗快活で誰からも好かれる性格で、父親の言いなりになるのが嫌で合気道の稽古もよくサボっていた。将来の夢はデザイン系の職に就くことだった。

## ビズゲームとは
企業同士の機密文書の奪い合いのゲーム。
対戦するのは、企業に雇われた「持ち駒」3人同士。HOMEとAWAYに分けられ、HOMEチームは自らが所属する企業の機密文書が入ったディスクを死守し、AWAYチームはそのディスクを奪うために戦う。
制限時間が設けられており、その時間内にディスクを奪うことができればAWAYの勝利。ディスクを守り抜くことができればHOMEの勝利となる。ゲームの告知内容に制限時間も含まれていることから、制限時間は一定ではないようである。尚、勝利チームは法外な賞金を手に入れることができる。最終的な優勝賞金は1人あたり3億円。
ゲームの告知はMDで自宅の郵便受けに届く。ゲームの日時、対戦チーム名、集合場所、制限時間などが録音されており、全てを暗記したら録音内容は消去しなければならない。契約破棄の場合は前金の返済と罰金が待ち受けている。
チームの順位表がインターネット上で発表されており、また順位によってオッズが設けられており、単なる企業同士の情報の奪い合いではないようである。「持ち駒」が他のチームのゲームを観戦するのはルール違反である。観戦できるのは雇い主や賭けの参加者のみ。また、トキたちの雇い主の言葉に「（このゲームを）世界が楽しみにしている」とあることから、賭博は世界規模に拡大しているようであるが、全容は依然として明らかではない。
第10話より、より刺激を求める主催者たちにより、以下の新たなルールが追加される。
- AWAYチームもディスクを所持する。
- 対戦場所がデパートなど公共の場所（以前は廃ビルのような場所）で、一般人がいる時間帯にゲームが開始される。

ルール改正後初のゲームはデパートの屋上のビアガーデンで行われ、対戦チームは客や店員に変装して試合に臨んでおり、より戦略などを要するようになった。

### 新連載版
ルールに大きな変更はない。旧版では特筆されていなかったが、新版で明らかになった物のみ以下に記述する。
1. 対戦場所をHOME側が指定でき、対戦当日にはAWAYチームより前乗りし調査することができる。
2. 当初の企業側によるゲーム説明の時点で、ゲームがギャンブルの対象になっていることが判明する。
3. AWAYチームは奪ったディスクを制限時間が切れるまで死守しなくてはならない（以前は奪った時点で試合終了）。

## 単行本
- BUS GAMER 1：ISBN 4-7575-0503-5
  - スクウェア・エニックスから発行。第1話 - 第8話までを収録。現在絶版。
- BUS GAMER THE PILOT EDITION：ISBN 4-7580-5042-2
  - 一迅社から発行。上記未収録の第9話 - 第11話を含む、連載分全話を収録。
- BUS GAMER ビズ ゲーマー
  - 一迅社から発行。「Comic Rex」で連載。
    1. 2008年3月8日発売。ISBN 978-4-7580-6088-2 （第1話 - 第9話を収録）

## OVA版
2001年には『月刊少年ガンガン』・『月刊ガンガンWING』・『月刊Gファンタジー』・『月刊ステンシル』の4誌合同スペシャルアニメビデオにおいて、ショートアニメを収録。『東京アンダーグラウンド』（有楽彰展）、『E'S』（結賀さとる）、『ナイトメア☆チルドレン』（藤野もやむ）のショートアニメも同時収録されている。
キャスト
- 美柴鴇 - 三木眞一郎
- 中条伸人 - 中田譲治
- 斉藤一雄 - 上田祐司

スタッフ
- 絵コンテ・演出 - 五月女有作
- キャラデザ・作監 - 渡邊義弘
- 彩色設計・色指定 - 木村早苗
- 美術 - 西田稔

## テレビアニメ
2008年3月より、独立UHF系にてアニメ化。全3話（UHFアニメとしては最短回数の部類に入る）。新連載版と旧連載版を組み合わせて作られている。

### スタッフ
- 原作 - 峰倉かずや
- 監督・絵コンテ - 葛谷直行
- シリーズ構成・脚本 - 代々木一
- キャラクターデザイン - 一川孝久
- 総作画監督 - 原田峰文
- 美術監督 - 平牟禮好空
- 色彩設計 - 伊藤さき子
- 撮影監督 - 阿部照男
- 編集 - 瀬山武司
- 音響監督 - 亀山俊樹
- 音楽 - 長嶌寛幸（Anpro）
- プロデューサー - 野村美加、大森啓幸、岡村武真
- 制作 - Anpro
- 製作 - BUS GAMER製作委員会

### 主題歌
オープニングテーマ「NO NAME」
作詞 - 峰倉かずや / 作曲 - 矢島秀治 / 編曲 - 増渕東
歌 - TEAM『AAA（ノーネーム）』（美柴鴇（鈴村健一）、中条伸人（諏訪部順一）、斉藤一雄（高橋広樹）
エンディングテーマ「Train」
作詞 - 峰倉かずや / 作曲 - 新川成貴 / 編曲 - 斉藤光浩
歌 - 美柴鴇（鈴村健一）、中条伸人（諏訪部順一）、斉藤一雄（高橋広樹）
- EDでは全3回に渡り、主要キャラのソロを使用。各話毎に歌唱するキャラが異なっている。

### 各話リスト
| 話数 | サブタイトル       | 演出       | 作画監督                     |
| ---- | ------------------ | ---------- | ---------------------------- |
| 1    | AAA（ノーネーム）  | 開祐二     | 桜井木の実 水川弘理          |
| 2    | 明日の値段         | 秦義人     | 高橋信也 桜井木の実 土橋昭人 |
| 3    | もう一人のゲーマー | 山内東生雄 | 水川弘理 土橋昭人 朱炫祐     |

### 放送局
| 放送地域   | 放送局     | 放送期間                | 放送日時           | 放送区分       | 備考             |
| ---------- | ---------- | ----------------------- | ------------------ | -------------- | ---------------- |
| 京都府     | KBS京都    | 2008年3月14日 - 3月28日 | 金曜 26:30 - 27:00 | 独立UHF局      |                  |
| 神奈川県   | tvk        | 2008年3月15日 - 3月29日 | 土曜 25:30 - 26:00 | 独立UHF局      |                  |
| 埼玉県     | テレ玉     | 2008年3月17日 - 3月31日 | 月曜 25:30 - 26:00 | 独立UHF局      |                  |
| 千葉県     | チバテレビ | 2008年3月17日 - 3月31日 | 月曜 26:10 - 26:40 | 独立UHF局      |                  |
| 兵庫県     | サンテレビ | 2008年3月17日 - 3月31日 | 月曜 26:10 - 26:40 | 独立UHF局      |                  |
| 中京広域圏 | メ〜テレ   | 2008年3月21日 - 4月4日  | 金曜 27:15 - 27:45 | テレビ朝日系列 |                  |
| 日本全域   | AT-X       | 2008年4月18日 - 5月2日  | 金曜 9:00 - 9:30   | CSチャンネル   | リピート放送あり |